# 洞穴爆米花狀沉積

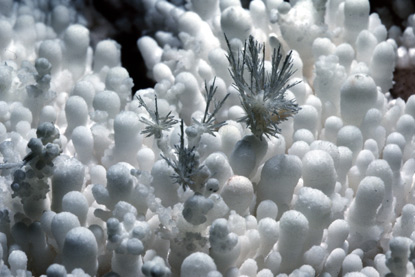
洞穴爆米花與洞穴霜花

洞穴爆米花狀沉積（英語：cave popcorn），直译为洞穴爆米花，或珊瑚體（英語：coralloids），是在洞穴表面形成小的方解石、文石或石膏的團狀沉積物。尤其在石灰岩洞穴中。它們是洞穴堆積物最常見的類型
。

### 外觀
洞穴爆米花的單個大小從5到20毫米不等，其上常有其它洞穴堆積物，例如文石針或洞穴霜花 。洞穴爆米花傾向在基岩或其他洞穴堆積物的側面成簇生長。這些成簇生長的洞穴爆米花可能在向上或向下的方向突然終止生長，形成一個地層。當它們向下終止時，看起來像托盤的平底結構。 
洞穴爆米花有各種形狀，從圓形到扁平的耳朵或鈕扣狀。其顏色通常是白色，也有其他顏色。 

### 形成
洞穴爆米花可以通過沉澱形成。當水從石灰岩壁滲出或濺到上面時，因爲CO2的散失，導致水中溶解物沉澱。當以這種方式形成的沉澱物，具有小球型流石的特徵。
洞穴爆米花也可以通過蒸發形成，在這種情況下，它像可食用的爆米花一樣呈白堊色和白色。在適當的條件下，蒸發洞穴爆米花可能會在它所附著的迎風表面，向側生長。

## 畫廊

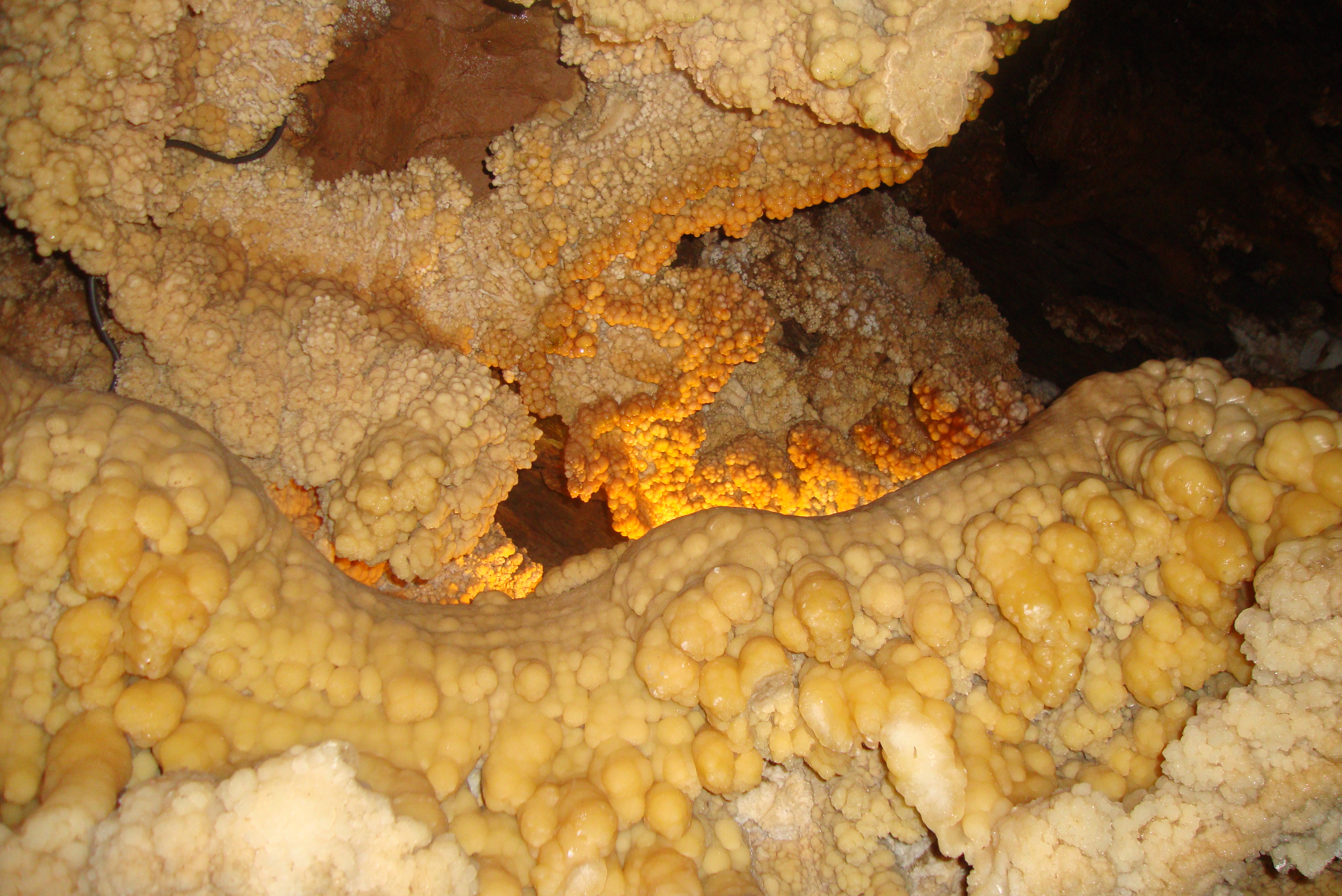
伊朗, 哈馬丹Alisadr Cave洞穴
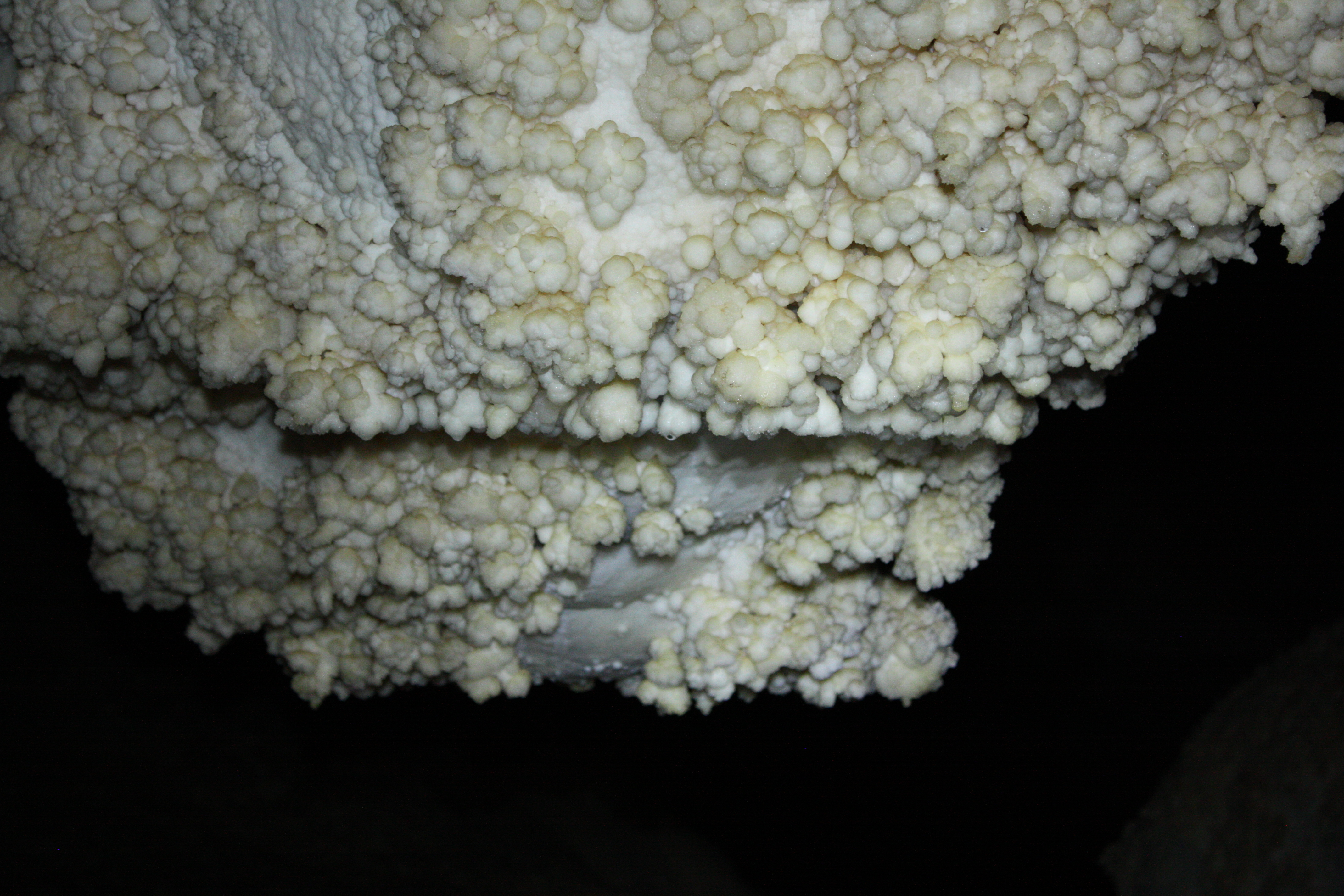
洞穴爆米花托盤
滴石洞穴結構圖（Z標記為洞穴爆米花）
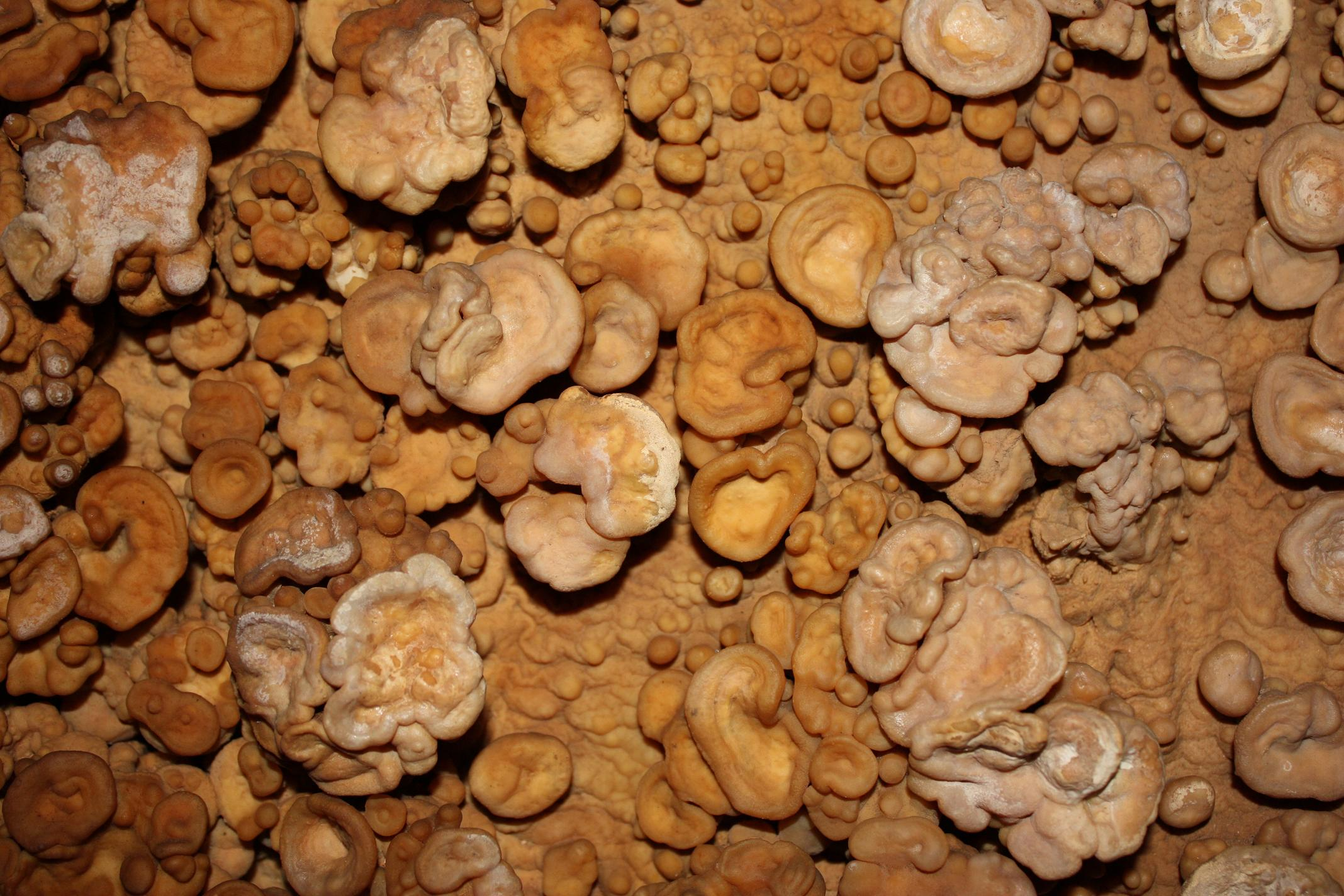
按鈕型洞穴爆米花